# N608 (België)
De N608 is een gewestweg in België die Wezet verbindt met de Nederlandse grens in de buurt van Gemmenich. De weg heeft een lengte van ongeveer 26,5 kilometer.

## Traject

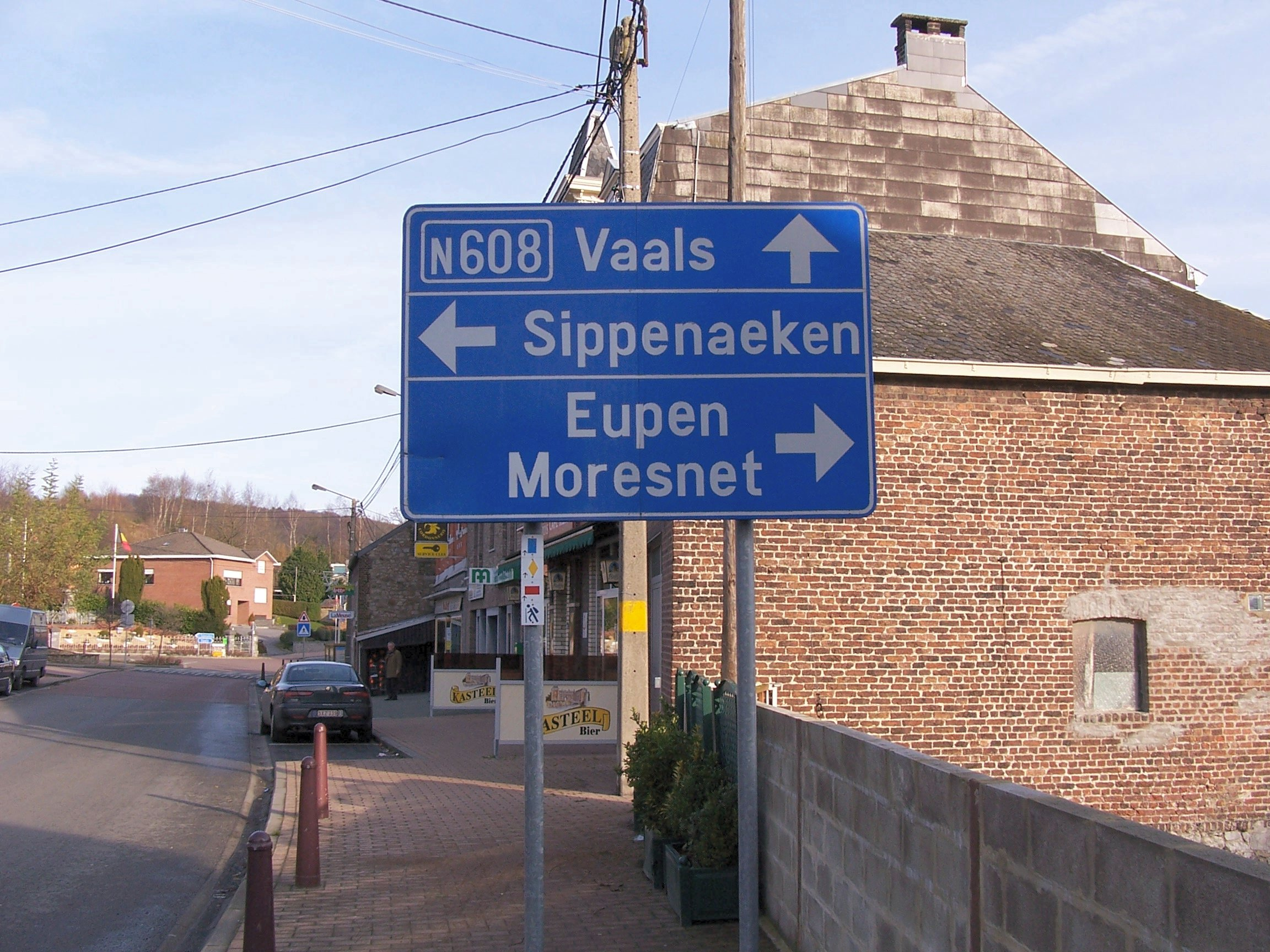
N608 in Gemmenich, een kilometer voor de Nederlandse grens

De N608 begint in Wezet bij de N653 en loopt dan via Berneau, Weerst, Homburg, Plombières en Gemmenich tot aan de Nederlandse grens. Na de grensovergang gaat de weg verder als de Gemmenicherweg tot aan Vaals.
Langs de N608 ligt onder andere het Fort Aubin-Neufchâteau. Vanaf Weerst tot Hagelstein volgt de N608 de waterscheiding tussen de stroomgebieden van de Voer in het noorden en de Berwijn in het zuiden. Hier heeft men een uitzicht op beide stroomgebieden. Vanaf Hagelstein loopt de N608 (en verder de N612) over de waterscheiding tussen Berwijn en Gulp. Van Rullen tot Reesberg vormt de N608 globaal de zuidgrens van de gemeente Voeren. De gehuchten Stroevenbos en Reesberg zijn de hoogstgelegen punten van Vlaanderen.
De voormalige Spoorlijn 38 gaat tussen Aubel en Homburg via een tunnel onder de N608 door. Vanaf Homburg via Blieberg tot aan Gemmenich volgen de lijnen 38 en aansluitend Spoorlijn 39 grotendeels de N608. Beide spoorlijnen zijn inmiddels in gebruik als RAVeL-fietspaden.

## Bezienswaardigheden

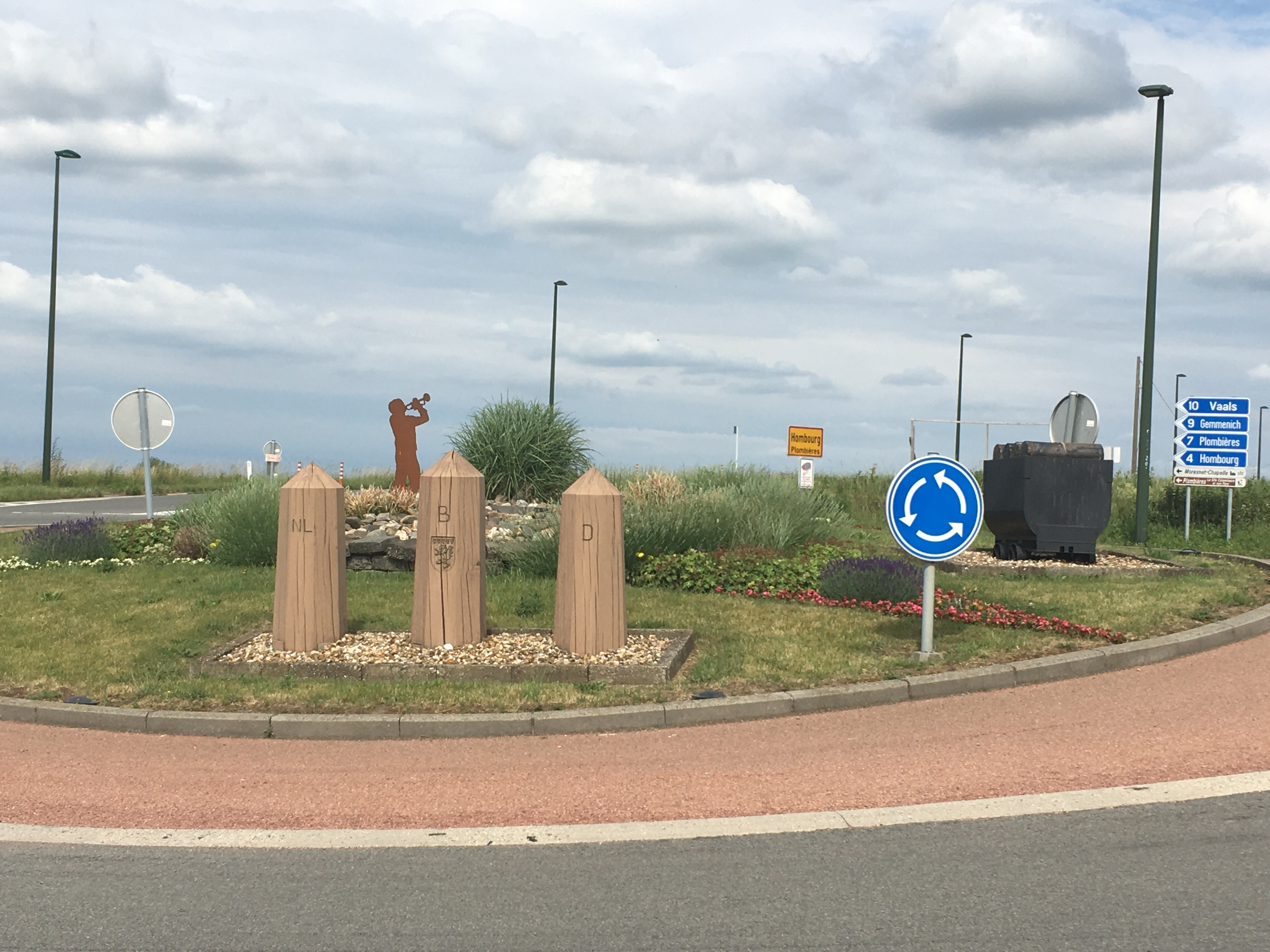
Rotonde bij het binnenrijden van Blieberg.

Aan de N608 staan diverse kerken, kastelen en andere bezienswaardigheden.
- Kasteel Borcht in Berneau
- Sint-Servaaskerk in Berneau
- Sint-Pieterskerk in Weerst
- Fort Aubin-Neufchâteau
- Kasteel Magis bij Sint-Pieters-Voeren
- Mariakapel in Hagelstein
- Rotonde Merckhof met drie kunstwerken die symbool staan voor de gemeente Blieberg (Plombières): drie grenspalen, een mijnwagentje en een trompettist.
- Kasteel van Vieljaeren
- Sint-Brixiuskerk in Homburg
- Onze-Lieve-Vrouw-Hemelvaartkerk in Blieberg
- Mariakapel in Völkerich
- Franciscanenklooster in Völkerich
- Voormalig station Gemmenich (spoorlijn 39)

## Busongeval
Op carnavalszondag 8 februari 1948 kwamen bij een busongeval op de N608 tussen Berneau en Weerst 24 inzittenden om het leven.